# ナチョ・ビガロンド
ナチョ・ビガロンド（Nacho Vigalondo, 1977年4月6日 - ）は、スペイン・カンタブリア州出身の映画監督・脚本家・映画製作者・俳優。本名はイグナシオ・ビガロンド・パラシオス(Ignacio Vigalondo Palacios)。

## 経歴
1977年にカンタブリア県のカベソン・デ・ラ・サルに生まれ、バスク州のバスク大学を卒業した。短編『7:35 de la Manaña』（2003年）では、第77回アカデミー賞では短編映画賞にノミネートされ、ヨーロッパ映画賞でも短編映画賞にノミネートされ、バレンシア国際映画祭とドラマ短編映画祭で受賞した。
2007年には、初の長編映画となる『TIME CRIMES タイムクライムス』を監督した。1時間前にタイムスリップしてしまった中年男を描いたSFスリラーであり、カラ・エレハルデを主演に据えている。この作品はサンダンス映画祭で好評価を受け、アムステルダム・ファンタスティック映画祭では作品賞を、ラテンビート映画祭では監督賞を、オースティン映画批評家協会賞では作品賞を受賞した。『TIME CRIMES タイムクライムス』はデヴィッド・クローネンバーグ監督によってハリウッドリメイクが計画されている。2011年には、理想の女性と一夜を過ごした翌朝にUFOの大群に出会ってしまった青年を描いたSFコメディ『エンド・オブ・ザ・ワールド 地球最後の日、恋に落ちる』を監督した。2014年には、サスペンススリラー『ブラック・ハッカー』を監督し、「のぞき役」の主演にイライジャ・ウッドを、お色気担当にセクシー女優のサーシャ・グレイを据えた。
ホラー映画ベスト3として、『鳥』（1963年、アルフレッド・ヒッチコック監督）、『エイリアン』（1979年、リドリー・スコット監督）、『ウィッカーマン』（1973年、ロビン・ハーディ監督）を挙げている。

## フィルモグラフィー

### 製作者として
- 長編映画
  - TIME CRIMES タイムクライムス Los Cronocrímenes（2007年） - 監督・脚本
  - エンド・オブ・ザ・ワールド 地球最後の日、恋に落ちる Extraterrestre（2011年） - 監督・脚本・プロデューサー（日本では劇場未公開）
  - ブラック・ハッカー Open Windows（2014年） - 監督・脚本・出演
  - シンクロナイズドモンスター Colossal（2016年）  - 監督・脚本・製作総指揮

- オムニバス映画
  - ABC・オブ・デス　The ABCs of Death（2012年）- 『アポカリプス』（A is for Apocalypse） 監督
  - V/H/S ファイナル・インパクト V/H/S Viral（2014年） - 『平行世界のモンスター』（Parallel Monsters） 監督

- 短編映画/ビデオクリップ
  - Una lección de cine（1999年） - ビデオ
  - Código 7（2002年） - 三部作・ビデオ
  - 7:35 de la mañana（2003年） - 35 mm
  - Choque（2005年） - 35 mm
  - Domingo（2005年） - HDV
  - Cháchara（2007年） - ビデオ
  - Cambiar el mundo（2007年） - Móvil NokiaN95
  - Quiero dormir（2009年） - RedOne
  - Marisa（2009年） - HDV
  - Planilandia（2013年）

### 俳優として
- 長編映画
  - Sabotage!（2000年） - エステバン・イ・ホセ・ミゲル・イバレチェ監督
  - The Birthday（2004年） - エウヘニオ・ミラ監督
  - La máquina de bailar（2006年） - オスカル・アイバル監督
  - El síndrome de Svensson（2006年） - ケパ・ソホ監督
  - TIME CRIMES タイムクライムス Los Cronocrímenes（2007年） - ビガロンド自身の監督作
  - 刺さった男 La chispa de la vida（2012年） - アレックス・デ・ラ・イグレシア監督
  - Desde el Infierno（2013年） - ルイス・エンデラ監督

- 短編映画
  - Snuff 2000（2002年） - ボルハ・クレスポ監督
  - Código 7（2002年） - ビガロンド自身の監督作、短編三部作
  - El elefante del rey（2003年） - ビクトル・ガルシア・レオン監督
  - 7:35 de la mañana（2003年） - ビガロンド自身の監督作
  - El tren de la bruja（2003年） - コルド・セラ監督
  - Huir a Toca Teja（2005年）
  - Choque（2005年） - ビガロンド自身の監督作
  - Foxy Lady（2007年） - アルバロ・オリバ監督
  - La gran revelación（2007年） - サンティアゴ・デ・ルーカス監督、ホセ・アントニオ・サルバドール・エルナンデス監督
  - La aventura de Rosa（2008年） - アンヘラ・アルメロ監督

## 受賞
- アカデミー賞

| 年   | 部門       | 作品              | 結果       |
| ---- | ---------- | ----------------- | ---------- |
| 2004 | 短編映画賞 | 7:35 de la mañana | ノミネート |

- ゴヤ賞

| 年   | 部門   | 作品                         | 結果       |
| ---- | ------ | ---------------------------- | ---------- |
| 2007 | 脚色賞 | TIME CRIMES タイムクライムス | ノミネート |

- その他
  - スエシア・ファンタスティック映画祭 短編映画観客賞 - 7:35 de la mañana
  - バレンシア青年映画祭 短編映画賞 - 7:35 de la mañana
  - マドリード・ラ・ボカ・デル・ロボ国際短編祭 脚本賞 - "7:35 de la mañana"
  - ソトシネ 短編賞 - 7:35 de la mañana（2005年）
  - フォトグラマス・エン・コルト 短編映画観客賞 - Choque.
  - ソノラマ短編祭 観客賞 - Choque（2006年）
  - アムステルダム・ファンタスティック映画祭 作品賞 – TIME CRIMES タイムクライムス
  - オースティン・ファンタスティック映画祭 作品賞 – TIME CRIMES タイムクライムス
  - オースティン・ファンタスティック映画祭 観客賞 – TIME CRIMES タイムクライムス
  - トリエステ映画祭 作品賞 – TIME CRIMES タイムクライムス
  - アルバセテ映画祭 青年作品賞 – TIME CRIMES タイムクライムス